# Placa de circuito integrado universal

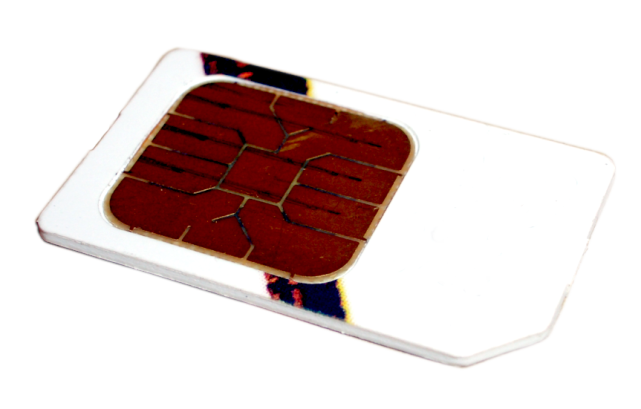
Um cartão inteligente tirado de um telefone celular GSM

O cartão de circuito integrado universal (UICC) é o cartão inteligente usado em terminais móveis em redes GSM e UMTS. A UICC garante a integridade e a segurança de todos os tipos de dados pessoais, e normalmente contém algumas centenas de kilobytes.
Nota: a definição oficial para UICC é encontrada em ETSI TR 102 216, onde é definida como um "cartão inteligente que está em conformidade com as especificações escritas e mantidas pelo projeto ETSI Smart Card Platform". Além disso, a definição tem uma nota que afirma que "a UICC não é uma abreviação nem um acrônimo".

Em uma rede GSM, o UICC contém um aplicativo SIM e, em uma rede UMTS, contém um aplicativo USIM. Um UICC pode conter vários aplicativos, possibilitando que o mesmo cartão inteligente ofereça acesso a redes GSM e UMTS, além de fornecer armazenamento de um catálogo telefônico e outros aplicativos. Também é possível acessar uma rede GSM usando um aplicativo USIM e é possível acessar redes UMTS usando um aplicativo SIM com terminais móveis preparados para isso. Com o UMT release 5 um novo aplicativo, o ISIM (Módulo de Identidade de Serviços Multimídia IP) é necessário para serviços no IMS. A lista telefônica é um aplicativo separado e não faz parte do módulo de identidade do assinante.
Em uma rede cdmaOne / CDMA2000 ("CDMA"), o UICC contém um aplicativo CSIM, além dos aplicativos 3GPP USIM e SIM. Um cartão com todos os três recursos é chamado de cartão de identidade de usuário removível ou R-UIM. Assim, o cartão R-UIM pode ser inserido em aparelhos CDMA, GSM ou UMTS e funcionará nos três casos.
Nas redes 2G, o cartão SIM e o aplicativo SIM eram vinculados, de modo que "cartão SIM" poderia significar o cartão físico ou qualquer cartão físico com o aplicativo SIM. Nas redes 3G, é um erro falar de um cartão USIM, CSIM ou SIM, pois todos os três são aplicativos em execução em um cartão UICC.

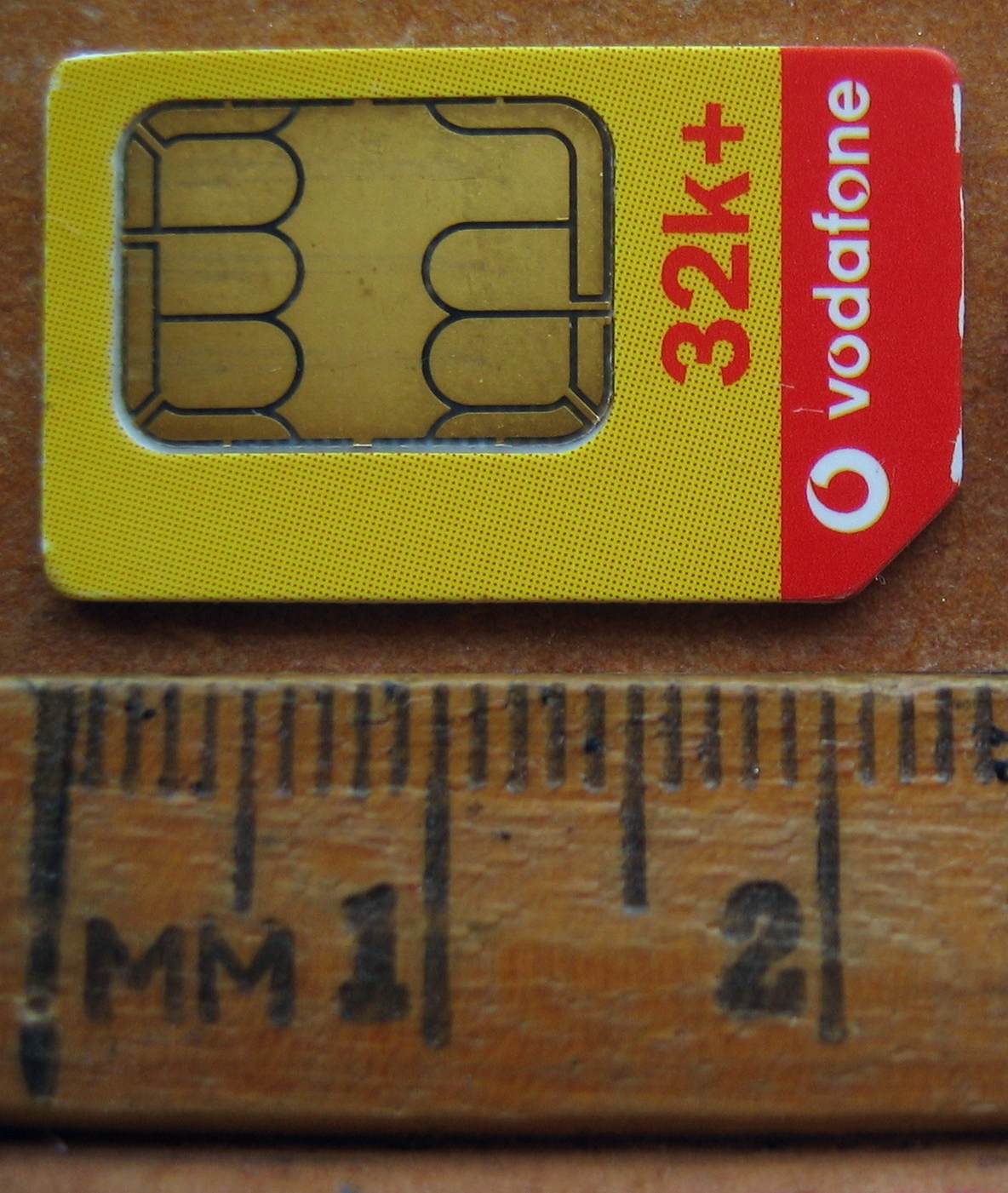
Um cartão SIM Vodafone Nova Zelândia de 25 × 15 mm.

O cartão inteligente UICC consiste em circuitos de CPU, ROM, RAM, EEPROM e I / O. As primeiras versões consistiam no cartão inteligente de tamanho integral (85 × 54 mm, ISO / IEC 7810 ID-1). Logo a corrida para telefones menores exigiu uma versão menor do cartão. O cartão foi cortado para 25 × 15 mm (ISO / IEC 7810 ID-000), conforme ilustrado.
Como o slot do cartão é padronizado, um assinante pode facilmente mover sua conta sem fio e seu número de telefone de um monofone para outro. Isso também transferirá sua agenda telefônica e mensagens de texto. Da mesma forma, normalmente um assinante pode mudar de operadora inserindo um novo cartão UICC em seu aparelho existente. No entanto, nem sempre é possível porque algumas operadoras (por exemplo, nos EUA) bloqueiam o SIM dos telefones que vendem, evitando que cartões de operadoras rivais sejam usados.
O uso e o conteúdo do cartão podem ser protegidos pelo uso de códigos PIN. Um código, PIN1, pode ser definido para controlar o uso normal do telefone. Outro código, PIN2, pode ser definido para permitir o uso de funções especiais (como a limitação de chamadas telefônicas de saída para uma lista de números). PUK1 e PUK2 são usados para redefinir PIN1 e PIN2 respectivamente.
A integração da estrutura do ETSI e da estrutura de gerenciamento de aplicativos do GlobalPlatform é padronizada na configuração do UICC.